# Logisticus obtusipennis
Logisticus obtusipennis là một loài bọ cánh cứng trong họ Cerambycidae.